# Mario Tosi
Mario Tosi (Roma, 1942) es un  director de fotografía italiano-estadounidense. 

## Biografía
Mario Tosi empezó su carrera en 1963 con la película Una oportunidad de vivir (1963). Los trabajos de Tosi, que son 23 en total, también incluyen La Clase de Asesinato (1973), Informe al Comisario (1975), Carrie (1976), y Sybil (1976), por el que fue nominado para un Emmy. Terminó su carrera en esta profesión en 1982.
En el 2009 Tosi recibió el Premio por el trabajo de toda la vida del Festival de Cine Internacional de Fort Lauderdale en el 2009.

## Filmografía (Selección)
- 1963: Una oportunidad de vivir
- 1967: Los gloriosos Stompers
- 1968: Terror en la jungla
- 1972: Ranas
- 1973: El caso Marcus Nelson (película para televisión)
- 1973: La clase de asesinato
- 1974: Asesinato en el Kinder Garden (película para televisión)
- 1975: Persuasión amistosa
- 1975: Informe al Comisario
- 1976: Carrie
- 1976: Sybil (Miniserie)
- 1978: La saga de los Hardeman
- 1980: Resurrección
- 1982: Un paquete con seis